# Johann Gelsdorf
Johann Gelsdorf (* 28. Dezember 1859 in Honnef; † 8. April 1918 ebenda) war ein deutscher Bauunternehmer, der das historistische Stadtbild seiner Heimatstadt Honnef (heute Bad Honnef) prägte.

## Leben und Wirken
Gelsdorf übernahm als Maurermeister das von seinem Vater Peter Joseph (1824–1886) im Jahre 1862 gegründete Baugeschäft. Er war als einheimischer Bauunternehmer neben dem aus Dortmund zugezogenen Architekten Ottomar Stein am intensivsten an der architektonischen Ausformung des heutigen Stadtzentrums von Bad Honnef in der Zeit von 1889 bis zum Ersten Weltkrieg, insbesondere während des Baubooms von 1898 bis 1905, beteiligt. Anfangs entwarf Gelsdorf die oftmals von seinem Unternehmen auf eigene Rechnung als Spekulationsobjekte initiierten Wohn- und Geschäftsbauten selbst, später entstanden sie nach Entwürfen der Architekten Himmel, Abels und Werthmann. Zu den darüber hinaus für fremde Bauherren und Architekten ausgeführten Großprojekten gehörten der Neubau der Rhöndorfer Pfarrkirche (1903–05) und teilweise des Kurhauses (1906–07) sowie die Erweiterung der Pfarrkirche St. Johann Baptist (1913–14). Insgesamt war das Bauunternehmen Gelsdorfs in Honnef für den Bau von 111 Wohn-, Geschäfts- und Reihenhäusern verantwortlich und beschäftigte bis zu 96 Mitarbeiter (Stand: 1903). Nach Gelsdorfs Tod wurde sein Unternehmen von seiner Witwe Margarete (1869–1955) weitergeführt.
Gelsdorf gehörte als Mitglied der „Honnefer Bürger-Vereinigung“ dem Honnefer Stadtverordneten-Kollegium an. Er lebte und starb in dem 1893 von ihm selbst erbauten Wohnhaus Rommersdorfer Straße 61 (Ecke Bismarckstraße). Beigesetzt wurde er auf dem Neuen Friedhof, wo sich das für ihn und seine Familie errichtete Grabdenkmal bis heute erhalten hat.

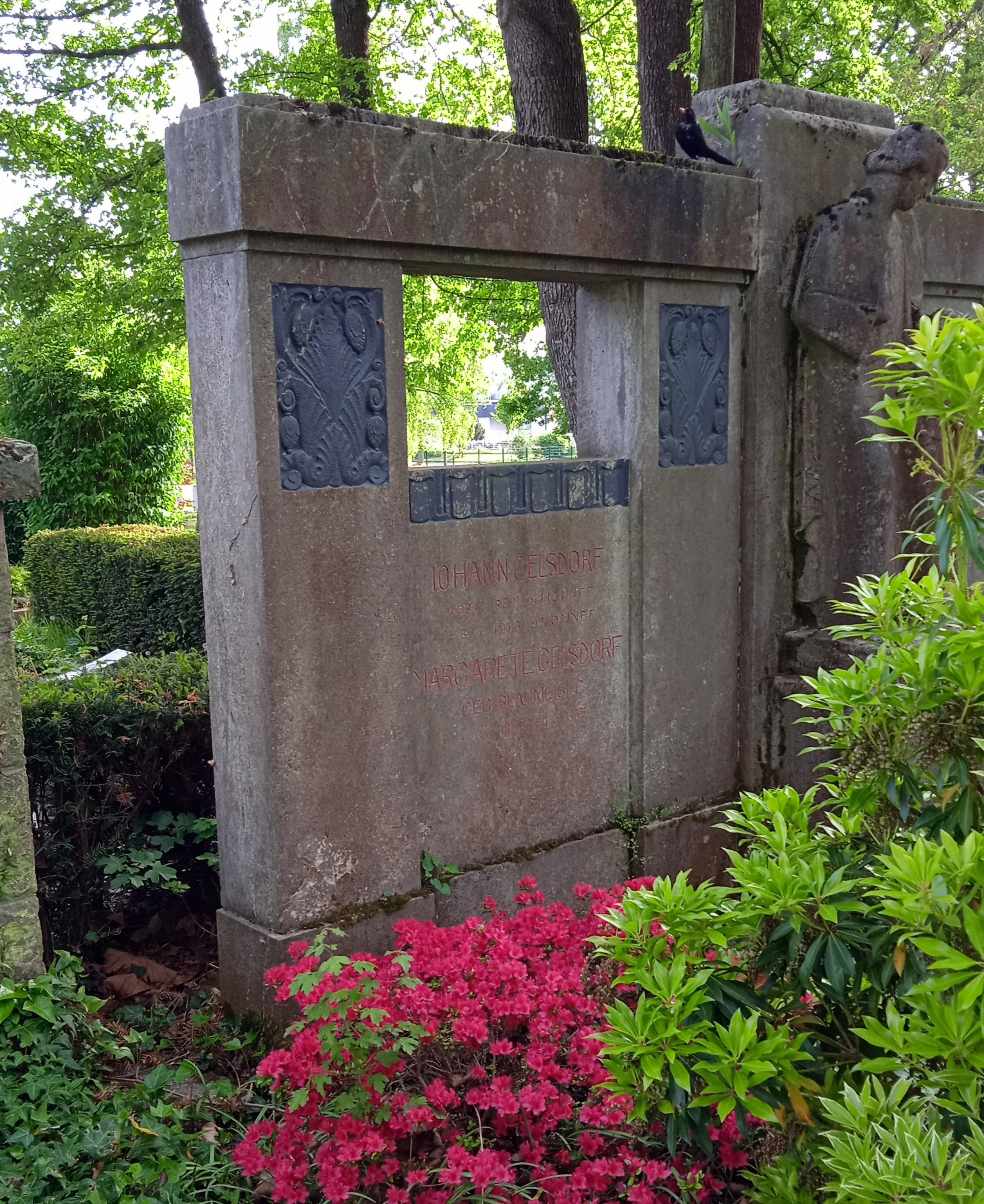
Grabstätte der Familie Johann Gelsdorf auf dem Neuen Friedhof

## Bauten (Auswahl)

### Bauherr und Bauausführender
| Bauzeit   | Adresse                         | Bild           | Objekt                  | Maßnahme                                             | Anmerkungen                                      |
| --------- | ------------------------------- | -------------- | ----------------------- | ---------------------------------------------------- | ------------------------------------------------ |
| 1896      | Kreuzweidenstraße 23a Lage      |                | Wohnhaus                | Neubau                                               |                                                  |
| 1896      | Kreuzweidenstraße 23b Lage      |                | Wohnhaus                | Neubau                                               |                                                  |
| 1896      | Luisenstraße 31 Lage            |                | Wohnhaus                | Neubau                                               | Denkmalschutz                                    |
| 1897      | Luisenstraße 33 Lage            | weitere Bilder | Wohnhaus                | Neubau                                               | Denkmalschutz                                    |
| 1901      | Königin-Sophie-Straße 23 Lage   |                | Wohnhaus                | Neubau                                               | Doppelhaus mit Nr. 25; Denkmalschutz             |
| 1901      | Königin-Sophie-Straße 25 Lage   |                | Wohnhaus                | Neubau                                               | Doppelhaus mit Nr. 23; Denkmalschutz             |
| 1901      | Rommersdorfer Straße 37 Lage    | weitere Bilder | Kinderbewahrschule      | Neubau (Bauherr: Kirchenvorstand St. Johann Baptist) | heute Kindergarten „St. Johannes“; Denkmalschutz |
| 1902      | Königin-Sophie-Straße 19 Lage   |                | Wohnhaus                | Neubau                                               | Doppelhaus mit Nr. 21; Denkmalschutz             |
| 1902      | Königin-Sophie-Straße 21 Lage   | weitere Bilder | Wohnhaus                | Neubau                                               | Doppelhaus mit Nr. 19; Denkmalschutz             |
| 1903      | Hauptstraße 19 Lage             |                | Wohnhaus                | Neubau                                               | Doppelhaus mit Nr. 19a; Denkmalschutz            |
| 1903      | Hauptstraße 19a Lage            |                | Wohnhaus                | Neubau                                               | Doppelhaus mit Nr. 19; Denkmalschutz             |
| 1903      | Hauptstraße 38b Lage            |                | Wohn- und Geschäftshaus | Neubau                                               | Denkmalschutz                                    |
| 1903      | Hauptstraße 38c Lage            |                | Wohn- und Geschäftshaus | Neubau                                               | Denkmalschutz                                    |
| 1903      | Königin-Sophie-Straße 15 Lage   | weitere Bilder | Wohnhaus                | Neubau                                               | Doppelhaus mit Nr. 17; Denkmalschutz             |
| 1903      | Königin-Sophie-Straße 17 Lage   |                | Wohnhaus                | Neubau                                               | Doppelhaus mit Nr. 15; Denkmalschutz             |
| 1906      | Hauptstraße 17a Lage            |                | Wohnhaus                | Neubau                                               | Denkmalschutz                                    |
| 1907–1908 | Bahnhofstraße 16a Lage          |                | Postgebäude (Postamt)   | Neubau                                               | 1985 abgebrochen                                 |
| 1908      | Hauptstraße 15a Lage            |                | Wohnhaus                | Neubau                                               | Doppelhaus mit Nr. 17; Denkmalschutz             |
| 1908      | Hauptstraße 17 Lage             |                | Wohnhaus                | Neubau                                               | Doppelhaus mit Nr. 15a; Denkmalschutz            |
| 1910      | Rhöndorfer Straße 72 Lage       |                | Villa                   | Neubau                                               | Denkmalschutz                                    |
| 1910      | Rhöndorfer Straße 74 Lage       |                | Villa                   | Neubau                                               | Denkmalschutz                                    |
| 1910      | Reichenberger Straße 31 Lage    |                | Wohnhaus                | Neubau                                               | Doppelhaus mit Nr. 33; Denkmalschutz             |
| 1910      | Reichenberger Straße 33 Lage    |                | Wohnhaus                | Neubau                                               | Doppelhaus mit Nr. 31; Denkmalschutz             |
| um 1910   | Menzenberger Straße 96–102 Lage |                | Wohnhausgruppe          | Neubau                                               |                                                  |

### Bauausführender
| Bauzeit | Adresse               | Bild | Objekt                  | Maßnahme | Anmerkungen   |
| ------- | --------------------- | ---- | ----------------------- | -------- | ------------- |
| 1895    | Luisenstraße 29 Lage  |      | Wohnhaus                | Neubau   | Denkmalschutz |
| 1896    | Hauptstraße 58a Lage  |      | Wohn- und Geschäftshaus | Neubau   | Denkmalschutz |
| 1898    | Linzer Straße 54 Lage |      | Wohnhaus                | Neubau   | Denkmalschutz |
| 1898    | Luisenstraße 38 Lage  |      | Wohnhaus                | Neubau   | Denkmalschutz |
| 1898    | Luisenstraße 40 Lage  |      | Wohnhaus                | Neubau   | Denkmalschutz |
| 1898    | Luisenstraße 42 Lage  |      | Wohnhaus                | Neubau   | Denkmalschutz |